# Oddział partyzancki OP-23

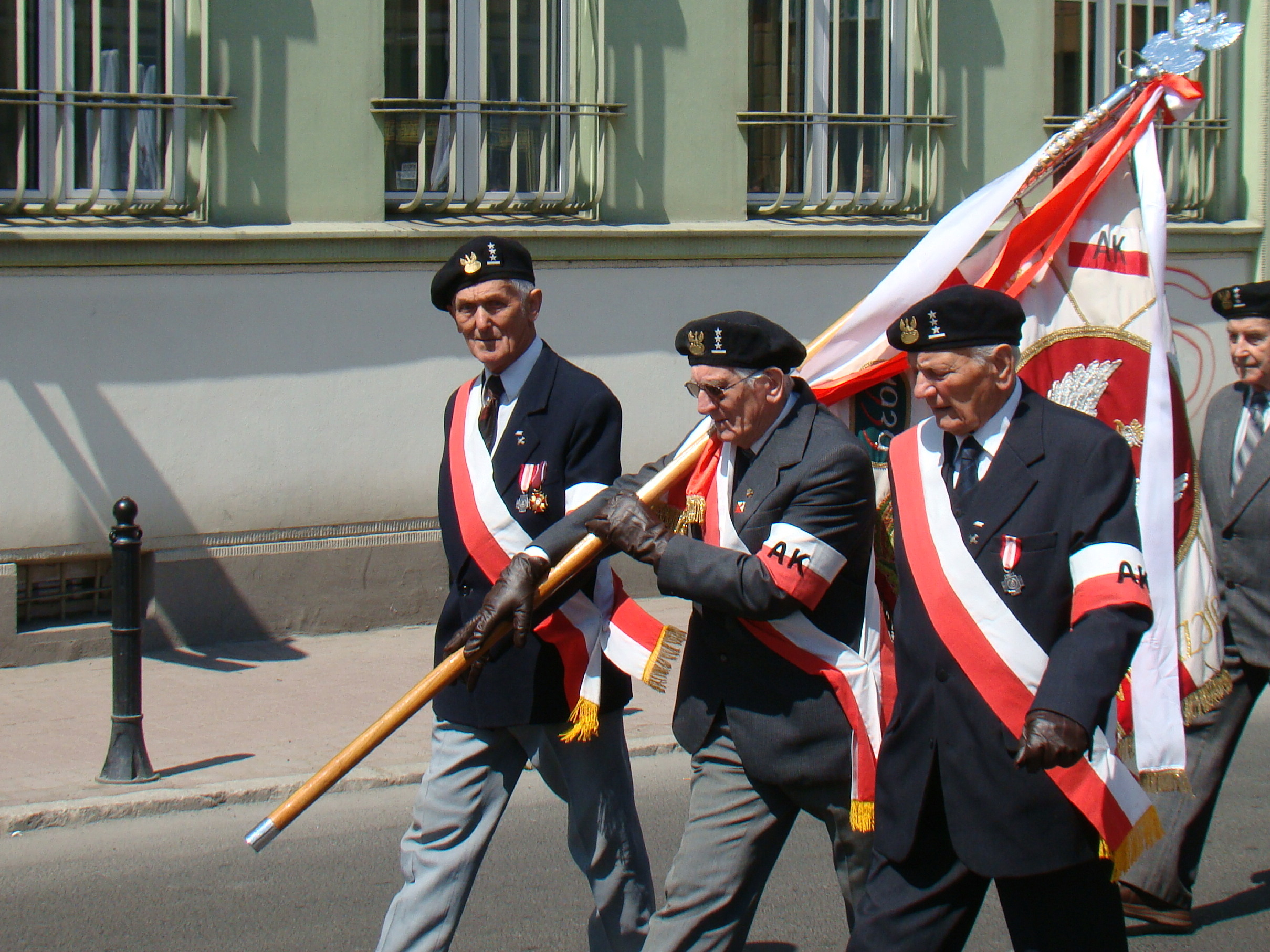
Weterani Zgrupowania OP-23

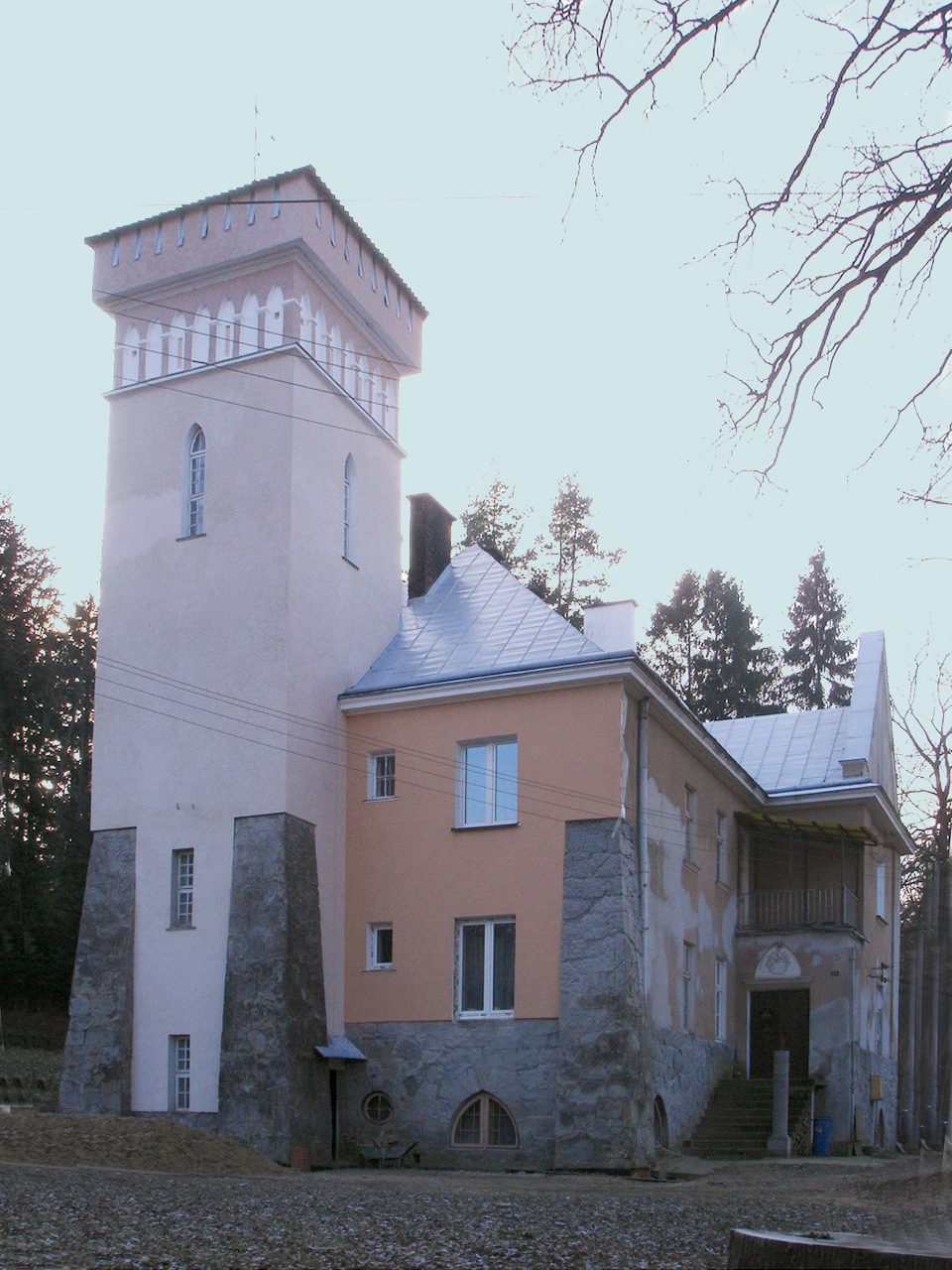
Zamek baronów Gubrynowiczów, w okresie do sierpnia 1944 kwatera główna komendantury zgrupowania „Południe” Adama Winogrodzkiego

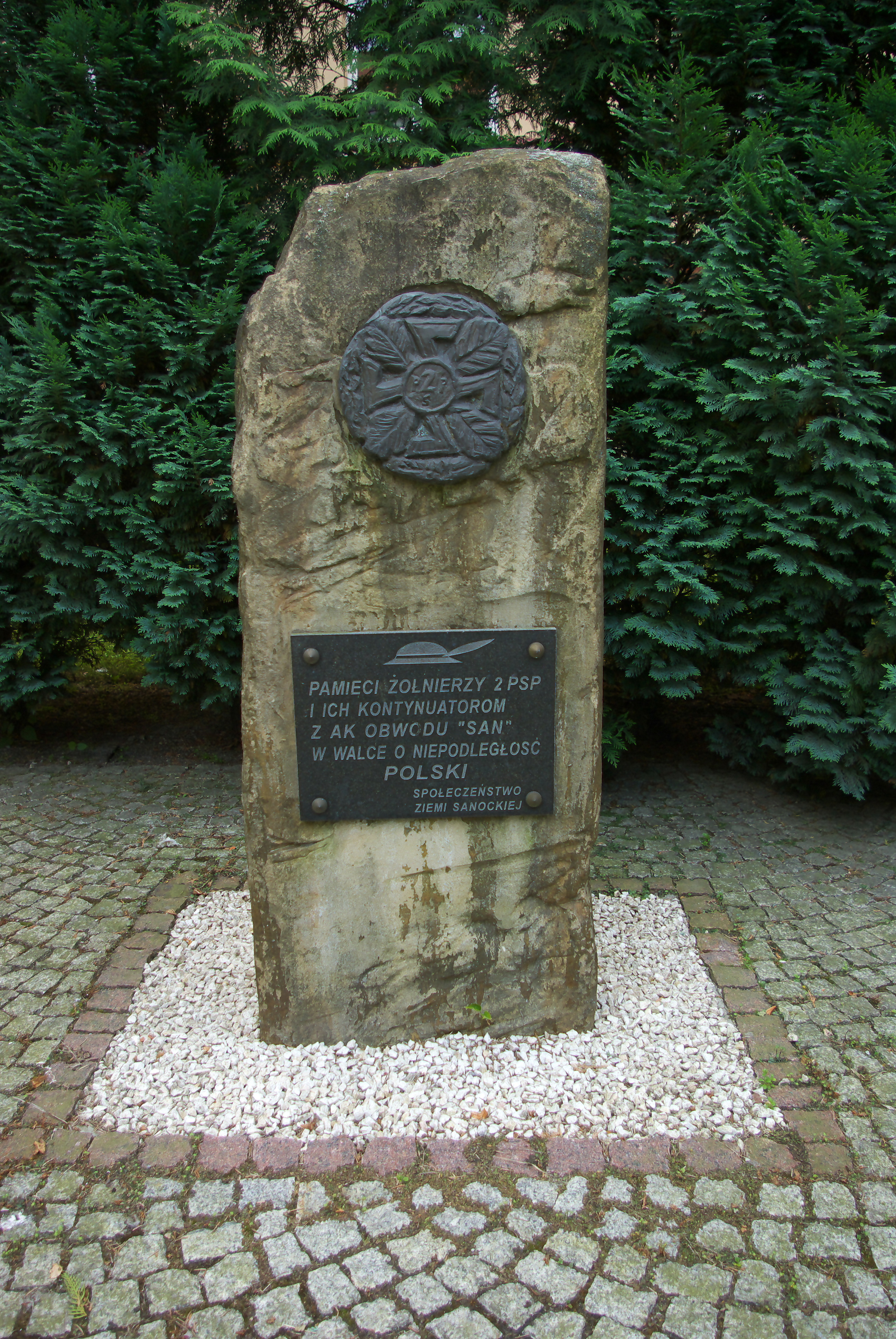
Pomnik upamiętniający 2PSP i AK w Sanoku

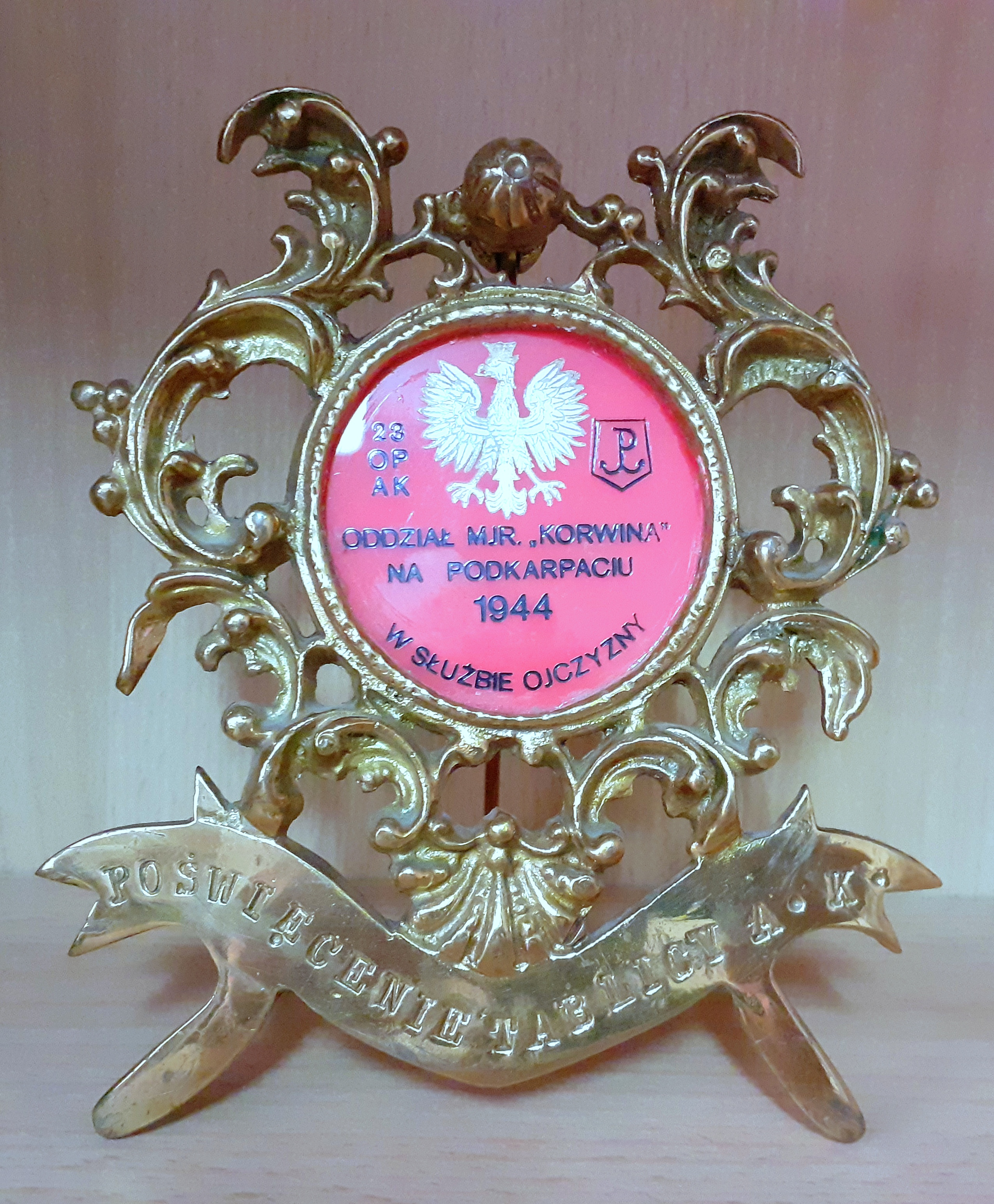
Statuetka „Oddział mjr. „Korwina” na Podkarpaciu”

Oddział partyzancki AK (OP-23) – zgrupowanie partyzanckie Armii Krajowej o kryptonimie OP-23 (lub OP-Południe, KN-23) „Suchar”, „Serowiec”, „Hd”, „IV/014”, „San” – sformowane w powiecie sanockim, podległe pod Okręg krakowski, Inspektorat Jasło AK, rozwiązany 19 września 1944.
Decyzją z rozkazu Inspektoratu AK Jasło z przełomu kwietnia i maja 1944 utworzono partyzanckie Zgrupowanie „Południe”, działające pod kryptonimami OP-23 i KN-23, którego komendantem mianowano kpt. Adama Winogrodzkiego ps. „Korwin”. W czerwcu 1944 do zgrupowania weszły: oddział OP-11 Józefa Czuchry ps. „Orski” (dwa plutony w zgrupowaniu) i Wojciecha Rosolskiego ps. „Skalny” (jeden pluton).

## Żołnierze obwodu
Skład Komendy Obwodu Sanok o kryptonimie „San”:
komendant;
- XII 1939 – połowa stycznia 1940; kpt. Władysław Romańczyk (1898-1982) „Czarny”, „Rosa”, „Wir”, „Kula”,
- od połowy stycznia do połowy kwietnia 1940 r.; por. Władysław Biegański „Janusz”,
- VI 1940 – 29 I 1942; Rudolf Ryba vel Schmidt „Rudek”, „Kulawy”, „Korczyński”,
- II 1943 – koniec IV 1944; kpt. Adam Winogrodzki (ps. „Ordon”, „Korwin” oraz „Władysław Węgrzynowski”)
- V 1944 – 1945 por. Jan Łoziński „Babinicz”, „Andrzej”

zastępcy;
- VI 1940 – IV 1942; Tadeusz Zaruski „Tadzio”, „Cygan”,
- III 1943 – I 1944 por. Władysław Okwieka vel Perkowski „Zan”,
- V 1943 – 1944 por. Tadeusz Buczek „Tuhan” /NOW/,
- IX 1943 – 1944 Władysław Malik „Sosna” /BCh/.

oficerowie
- adiutant – VI 1940 – I 1942 Jan Niemiec „Joten”, X 1943 – 1944 Władysław Szechyński „Kruk”, Alojzy Bełza
- kwatermistrz – III 1943 – XII 1943 por. Jan Krasicki „Zagończyk”, od V 1944 Mieczysław Granatowski „Gram”.
- oficerowie sztabu: mjr Ludwik Ławniczak, por. Jerzy Lurski (vel Tadeusz Cygan), Józef Rec, Aleksander Rybicki ps. „Korczak”, Tadeusz Wujtowicz[3]
- wywiad – Mieczysław Granatowski „Gram”
- kontrwywiad – VI 1940 sierż. Władysław Skałkowski „Dąb"
- kontrwywiad – Jan Drwięga „Szatan”
- zastępca dowódcy kontrwywiadu – Władysław Pruchniak „Skręt”, „Ireneusz”
- dywersja – od VI 1940 do I 1942 Tadeusz Wojtowicz, sierż. Władysław Szelka „Borsuk”, chor. Władysław Pruchniak „Ireneusz”, Mieczysław Granatowski „Gram”
- zastępca oficera dywersji – Zdzisław Walerian Konieczny „Grot” od IX 1943 do 1944
- łączność – Bronisław Trzaska
- zbrojmistrz – plut. Aleksander Kędzior „Okoń”
- żandarmeria – kpt. Hieronim Bieńkowski „Zbroja”
- propaganda – Jan Radożycki „Owczarek”
- szef kolportażu: Kazimierz Niemiec „Błyskawica”
- wywiad gospodarczy: Jan Hołowiński „Młot”
- służba zdrowia – lekarz obwodu: VI 1940 – 1944 dr Kazimierz Kamiński „Topór”

Zastępca lekarza obwodu: VI 1940 – IV 1942 Jan Maria Suchomel, V 1943 – 1944 dr Marian Klauziński.
- sekcja więzienna: V 1940 – I 1944 Bronisław Nowak „Brzoza”, V 1943 – 1944 Nestor Kiszka „Neron”, Piotr Dudycz „Cezar”
- sabotaż-dywersja – Walerian Zdzisław Konieczny
- Wojskowa Służba Kobiet (WSK) – Jadwiga Zaleska, V 1943 – 1944 Stefania Pirożyńska „Sabina”
- WSOP – chor. Stanisław Kurpiel
- Oficer saperów: Stanisław Kubiak „Szarotka”, IX 1943 – 1944 Władysław Pruchniak „Sęp”, „Ireneusz”, „Felek”.

Szeregowcy
- Zdzisław Stropek
- Arnold Andrunik, Maria Andrunik – współpracownicy siatki kurierskiej
- Filip Schneider, Stanisław Kawski ps. „Skrzypek”

łączniczki
- Barbara Krasicka „Bizia”, Jadwiga Pruchniak „Jadźka”
- Adam i Wanda Gilewicz – skrzynka kontaktowa

## Placówki
Sztab komendy z siedzibą w Porażu, skrzynka kontaktowa w Sanoku naprzeciwko komendy Gestapo. Na wiosnę 1943 powołano na terenie komendy obwodu Sanok 10 placówek, oznaczonych cyframi:
| Placówka Nr:     | Komendant | Obszar                                       | Stan liczebny |
| ---------------- | --- | -------------------------------------------- | ------------- |
| I. Sanok         | Władysław Pruchniak „Sęp”, „Ireneusz”, „Felek” (kwiecień 1943 - sierpień 1943), Paweł Dziuban „Dziedzic” (sierpień 1943 do 1944) |                                              |               |
| II. Zarszyn      | Franciszek Gorynia, Mieczysław Granatowski „Gram”, Franciszek Singler „Odwet”.                                                   | Długie, Nowosielce, Pisarowce                |               |
| III. Bażanówka   | plut. Zygmunt Kędzior „Kabel”.                                                                                                   |                                              |               |
| IV. Nowotaniec   | pdchr. Eugeniusz Kondyjowski, Tadeusz Sokołowski „Sokół”, Jan Banasiewicz „Bohun”.                                               | Nagórzany, Nadolany, Bukowsko, Wisłok Wielki | 4 plutony     |
| V. Niebieszczany | Władysław Szelka „Borsuk”, „Czajka” (VI 1940 – VI 1944), Jerzy Jasiński „Kadłubek”.                                              |                                              | 4 plutony     |
| VI. Lesko        | Stanisław Zieliński „Fal”, Stanisław Wajda „Pająk”, ppor. Jerzy Garapich „Granit”.                                               |                                              |               |
| VII. Baligród    | Jan Marciak „Dąb”. | Cisna, Kalnica                               |               |
| VIII Czarna      | Bolesław Rudziński „Irka”, ppor Bolesław Knebloch „Łachman”.                                                                     | Ropienka, Ustrzyki Dolne                     | 3 plutony     |
| IX. Mrzygłód     | Franciszek Mandzelowski„Załas”.                                                                                                  |                                              |               |
| X. Zagórz        | Alojzy Bełza „Alik”, ppor. Stanisław Żebrowski „Zebra”                                                                           |                                              |               |

Stanisław Zieliński „Fal”, Stanisław Wajda „Pająk”, ppor. Jerzy Garapich „Granit”.

## Współpracownicy
- niemieccy współpracownicy AK
  - Rudolf Probst
  - Rudolf Schmidt

## Szlaki przerzutowe
- Sanok – Poraż – Morochów – Mokre – Wysokie – Habura – Medzilaborce – na Węgry
- Sanok – Poraż – Niebieszczany – Kalnica – Żubracze – Baligród – Cisna – na Węgry

## Odtworzenie 2 Pułku Strzelców Podhalańskich w ramachAK
W wyniku przeprowadzania akcji odtwarzania przedwojennych jednostek wojskowych w ramach Akcji Burza Komenda Obwodu Sanok postawiła za cel odbudowanie 2 Pułku Strzelców Podhalańskich w sile 1500 ludzi, gotowych na rozkaz przystąpić do walki powstańczej.
We wrześniu 1944 po przełamaniu linii frontu a następnie nawiązaniu kontaktu z 242 Brygadą Pancerną Armii Czerwonej, 19 września Winogrodzki rozformował Zgrupowanie OP-23 i nakazał złożenie broni. Znacząca część żołnierzy tego Zgrupowania zgłosiła się następnie do służby w WP, w tym oficerowie kontrwywiadu i saperów Obwodu, kwatermistrz Obwodu, komendant placówki AK w Sanoku, komendant placówki AK w Czarnej, Ustrzykach Dolnych oraz komendant Obwodu Krosno, część w tym komendant wywiadu AK zasiliła szeregi MO i UB, pozostali tworzyli szeregi polskiej samoobrony przed UPA oraz podziemie partyzanckie (Samodzielny Batalion Operacyjny NSZ „Zuch”). 21 września 1944 Adam Winogrodzki wstąpił do WP oraz uzyskał awans do stopnia majora.

## Upamiętnienie

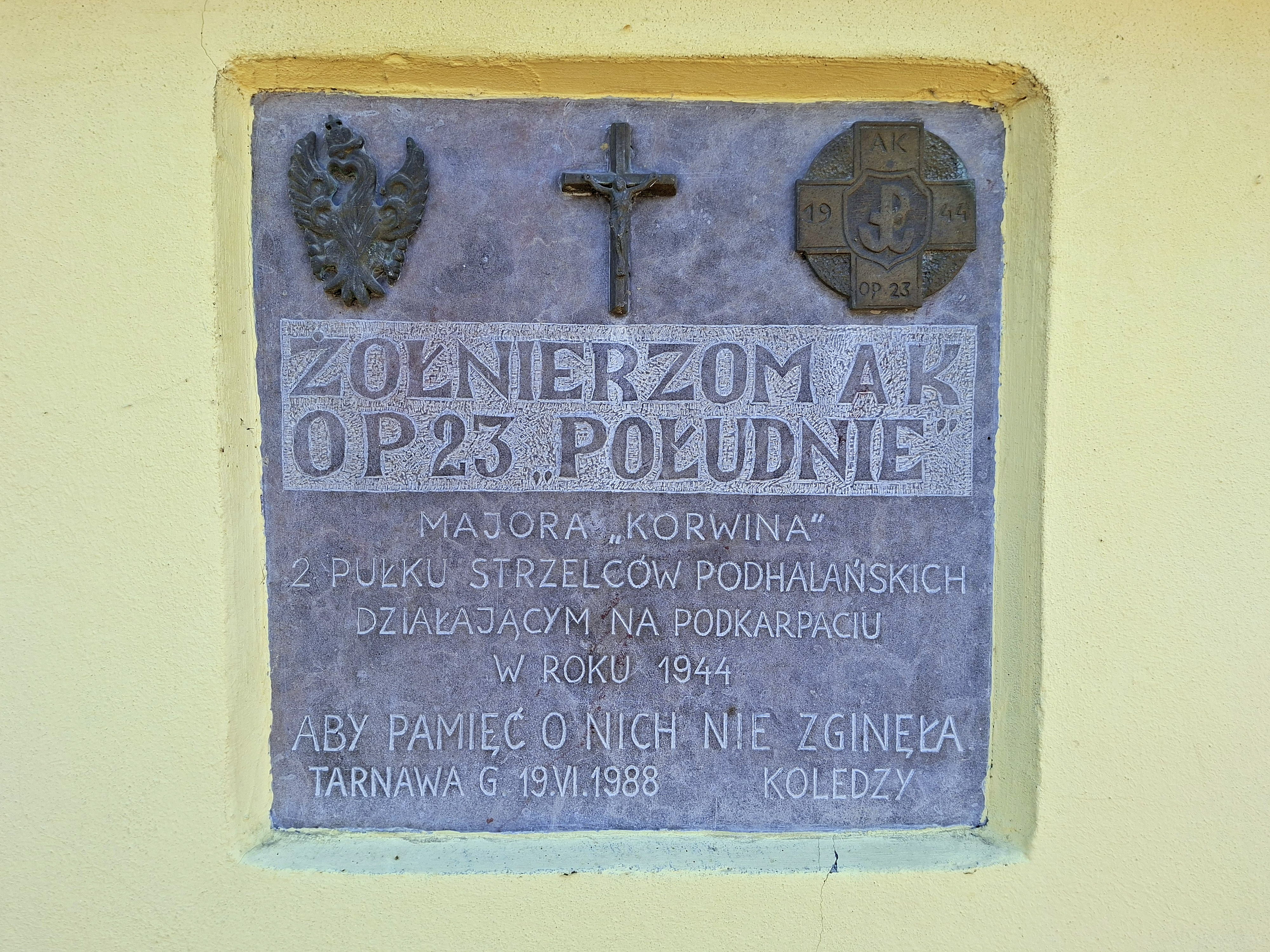
Tablica na kościele w Tarnawie Górnej

- Na fasadzie kościoła Przemienienia Pańskiego w Sanoku została ustanowiona tablica pamiątkowa dla uczczenia pamięci żołnierzy SZP-ZWZ-AK Obwodu Sanok (SZP-AK) i dowódców (Michał Tokarzewski-Karaszewicz, Tadeusz Komorowski, Leopold Okulicki) oraz żołnierzy 2 Pułku Strzelców Podhalańskich, którzy do 1939 roku stacjonowali w Sanoku[4]. Inskrypcja głosi: "Żołnierzom ZWZ-AK Obwodu Sanok (SZP-ZWZ) AK i ich komendantom głównym gen. M. Tokarzewskiemu „Torwid”, gen. S. Roweckiemu „Grot”, gen. T. Komorowskiemu „Bór”, gen. L. Okulickiemu „Niedźwiadek”. Żołnierzom 2 Pułku Strzelców Podhalańskich. W 42 rocznicę wymarszu oddziału partyzanckiego „Południe”. Społeczeństwo Ziemi Sanockiej. A.D. 1986"[5]. Została odsłonięta 6 lipca 1986 przez oficera przedwojennego sanockiego pułku, Edwarda Łabno i poświęcona przez kapelana AK, ks. infułata Jana Stączka[6][7][8][9][10][11]. Inicjatorami powstania tablicy byli Marian Witalis[12] i ks. Adam Sudoł.
- Pod koniec lat 80. (ok. 1988) został wybity medal upamiętniający o treści Pamięci OP 23 „Południe” 2 Pułku Strzelców Podhalańskich majora Korwina / Bieszczady • Ziemia Sanocka • Beskid Niski (awers) oraz umieszczonymi na krzyżu znakiem Polski Walczącej i napisami 1944, AK, OP23 (rewers), którego autorami byli Roman Schramm i Janina Lis-Romkiewicz[13].
- 19 czerwca 1989 na fasadzie kościoła św. Wojciecha w Tarnawe Górnej odsłonięto tablicę "Żołnierzom AK OP 23 „Południe”.
- Przed budynkiem przy ulicy Adama Mickiewicza 21 (dawne koszary wojskowe, później PWSZ) odsłonięto 3 października 1993 kamień pamiątkowy upamiętniający żołnierzy 2 Pułku Strzelców Podhalańskich i Armii Krajowej[14][15]. Pomnik zawiera herb 2 PSP oraz tablicę z inskrypcją o treści: Pamięci żołnierzy 2 PSP i ich kontynuatorom z AK Obwodu „SAN” w walce o niepodległość Polski. Społeczeństwo Ziemi Sanockiej[16].